# Tarte tropézienne
La tarte tropézienne è un dolce di Saint-Tropez, composto da una brioche guarnita di zucchero e farcita da un mélange di tre creme, secondo una ricetta di origine familiare del pasticciere Alexandre Micka. La ricetta è depositata e segreta.

## Storia
L'ideatore della ricetta è Alexandre Micka, pasticciere di origine polacca, giunto in Provenza all'inizio degli anni cinquanta: decise di aprire una boulangerie pâtisserie (panetteria pasticceria) a Saint-Tropez, nella quale mette in vendita un dolce-brioche realizzato secondo una ricetta portata dalla Polonia e appartenuta a sua nonna. Nel 1955, Roger Vadim gira a Saint-Tropez il film Et Dieu... créa la femme. Alexandre Micka ebbe l'incarico di realizzare il pranzo per tutta la troupe. Dopo aver presentato la sua tarte, Brigitte Bardot gli suggerisce di chiamarla Tarte de Saint-Tropez. Partendo da quel suggerimento, il pasticciere optò per Tarte Tropezienne e decise immediatamente di depositare il marchio e il brevetto di fabbricazione.
A Saint-Tropez, esiste ancora oggi la panetteria pasticceria di  Micka La tarte Tropézienne.

## Ingredienti
La tropezienne è una brioche aromatizzata all'essenza di fiori d'arancio, ed è farcita con una crema al burro e una crema pasticcera. Dagli anni 2000, la tecnica di fabbricazione della crema pasticcera è completamente automatizzata.

## Abbinamento a vini
Tradizionalmente, è consigliato l'accostamento a un Côtes-de-provence rosato, o a un vin moelleux, come un Monbazillac o a un vino dolce come un Muscat de Beaumes-de-Venise.